# Reino Unido en los Juegos Paralímpicos de Albertville 1992
El Reino Unido estuvo representado en los Juegos Paralímpicos de Albertville 1992 por un total de quince deportistas, catorce hombres y una mujer.

## Medallistas
El equipo paralímpico británico obtuvo las siguientes medallas:
| Nombre            | Deporte      | Evento                         |
| ----------------- | ------------ | ------------------------------ |
| Oro               |              |                                |
| —                 |              |                                |
| Plata             |              |                                |
| Richard Burt      | Esquí alpino | Eslalon gigante B3 masculino   |
| Bronce            |              |                                |
| Matthew Stockford | Esquí alpino | Descenso LW10 masculino        |
| Matthew Stockford | Esquí alpino | Eslalon gigante LW10 masculino |
| Matthew Stockford | Esquí alpino | Supergigante LW10 masculino    |
| Richard Burt      | Esquí alpino | Supergigante B3 masculino      |